# 亚欧西路街道
亚欧西路街道，是中华人民共和国新疆维吾尔自治区伊犁哈萨克自治州霍尔果斯市下辖的一个街道办事处。
2014年，伊犁哈萨克自治州人民政府批复同意设立亚欧西路街道办事处。

## 行政区划
亚欧西路街道下辖以下地区：
祥和社区、丝路社区和亚欧社区。